# خالد الجراح الصباح
خالد الجراح الصباح (عربی: الشیخ خالد الجراح الصباح) (متولد سال ۱۹۵۳ میلادی)، یک سپهبد کویتی است که پس از انتصاب به عنوان وزیر دفاع برای جانشینی جنرال بازنشسته شیخ احمد الخالد الحمد الصباح، از خدمات نظامی بازنشسته شد. وی از ۴ اوت ۲۰۱۳ تا ۱۱ دسامبر ۲۰۱۷ معاون نخست‌وزیر و وزیر دفاع و همچنین از ۱۱ دسامبر ۲۰۱۷ تا ۱۸ نوامبر ۲۰۱۹ معاون نخست‌وزیر و وزیر داخله بود. او یکی از اعضای خانواده حاکم کویت، الصباح است. در مارس ۲۰۲۱، دادگاه وزارتی کویت حکم بازداشت و زندانی شدن او را به اتهام فساد داد.

## حرفه
صباح در ۴ مارس ۲۰۱۲ به عنوان رئیس ستاد کل نیروهای نظامی کویت منصوب شد. وی رتبه نظامی سپهبدی داشت که از نیروهای مسلح کویت بازنشسته شد. او در ۴ اوت ۲۰۱۳ به عنوان معاون نخست‌وزیر و وزیر دفاع منصوب شد. او جایگزین احمد الخالد الصباح در هر دو سمت شد. وی در سال ۲۰۱۷ نقش وزیر داخله را بر عهده گرفت.
در نوامبر ۲۰۱۹ پس از شکایت وزیر دفاع شیخ ناصر صباح الاحمد الصباح به دادستان کل کویت مبنی بر اختلاس ۲۴۰ میلیون دینار کویت (۷۹۴٫۵ میلیون دلار) که در دوران تصدی خالد به عنوان وزیر دفاع صورت گرفته بود، برکنار شد.

## مناقشه

### اتهامات حیف و میل بودجه عامه
در نوامبر ۲۰۱۹، شیخ ناصر الصباح، وزیر دفاع کویت، شکایتی را به دادستان کل کویت در رابطه با ادعای اختلاس از بودجه عامه کویت، که در دفتر وابسته نظامی کویت در لندن نگهداری می‌شد، تسلیم کرد. هر دو خالد الجراح و ناصر الصباح پس از آن به ترتیب از موقف وزیر داخله و وزیر دفاع برکنار شدند. دادستان عمومی به نوبه خود این گزارش را برای بررسی به دادگاه وزارتی ارجاع نموده و دادگاه با صدور حکمی مانع از گزارش رسانه‌های کویتی در مورد این پرونده شد.

### مصادره دارایی‌های وزارت عدلیه ایالات متحده
در ژوئیه ۲۰۲۰، وکلای وزارت عدلیه ایالات متحده در پرونده ضبط دارایی‌ها ادعا کردند، که خالد الجراح و دو نفر دیگر حساب‌های غیرمجاز را به نام دفتر وابسته نظامی کویت در لندن ایجاد کرده‌اند. بر اساس ادعا آن‌ها سپس این حساب‌های غیرمجاز را با ده‌ها میلیون دلار، پوند و یورو از وجوه عمومی کویت تمویل کردند و از آن برای اهداف خود استفاده نمودند. به گفته دادستان‌های ایالات متحده، خالد الجراح ۱۰۴ میلیون دلار از وجوه اختلاس شده کویت را بین سال‌های ۲۰۱۲ تا ۲۰۱۵ به بانک‌های کالیفورنیا منتقل کرده‌است که برخی از این انتقال‌ها به‌صورت کاذب به عنوان اهداف نظامی کویت توصیف شده‌است. ایالات متحده ادعا می‌کند، که این پول همچنین برای خرید کوه بورلی هیلز و همچنین یک پنت هاوس ۶ میلیون دلاری و ۱۳ میلیون دلار ملکیت دیگر در بورلی هیلز هزینه شده‌است، که وزارت عدلیه در تلاش برای مصادره آن نیز است. نام ویکتورینو نووال و پسرانش و همچنین سمیر المحلاوی (که خالد را به نووال معرفی کرد) در این دعوی به اتهام تقلب ذکر شده‌است.

### دستگیری و توقیف
در مارس ۲۰۲۱، دادگاه وزارتی کویت حکم توقیف خالد الجراح را صادر کرد، که متعاقباً دستگیر و زندانی شد.